# Songbird (comics)
Pour les articles homonymes, voir Songbird (homonymie).
Melissa Gold, alias Songbird (anciennement Screaming Mimi) est une super-héroïne évoluant dans l'univers Marvel de la maison d'édition Marvel Comics. Créé par les scénaristes Mark Gruenwald et Ralph Macchio avec le dessinateur John Byrne, le personnage de fiction apparaît pour la première fois dans le comic book Marvel Two-in-One #54 en août 1979. 
À l'origine une super-vilaine, elle possède des capacités sonores supersoniques pouvant causer une variété d'effets.

## Biographie du personnage
Songbird était une ancienne super-vilaine agissant sous le nom de Dame Blanche (Screaming Mimi) au service des Maîtres du Mal du Baron Zemo. Elle fut ensuite membre des Thunderbolts.
Récemment, elle a intégré l’équipe des New Avengers. 

## Pouvoirs et capacités
Songbird possède des cordes vocales améliorées lui permettant de créer un son « solide » et de le manipuler pour créer diverses formes et effets.

## Apparitions dans d'autres médias

### Cinéma
Un personnage appelé « Mel » apparaît dans le film Thunderbolts* de l'univers cinématographique Marvel, interprété par Geraldine Viswanathan. On la voit portant un collier d'oiseau, provoquant des rumeurs selon lesquelles le personnage serait amené à devenir Songbird, mais l'actrice n'a rien pu confirmer.